# Collin Priest
Collin Sacerdote es un compositor holandés  y el productor récord basado en Del norte Brabant. Collin es mejor sabido para su música de baile.

## Carrera
Collin nació y levantado en Saltó-Capelle, Netherlands. En 2013,  libere su álbum de debut NO PARA. En 2018,  libere ROCK de CUERPO, el cual constó de 2 singles. En enero,  colabore con una etiqueta récord americana Registros Nerviosos y liberó un solo CAYENDO PARA ti.
En 2020, bajo la etiqueta de música Glasgow Registros Subterráneos,  libere AMOR DIGITAL 5 junto con Kevin McKay.

## Discografía seleccionada
| Año  | Álbum           | Crédito    | Género      | Etiqueta                       |
| ---- | --------------- | ---------- | ----------- | ------------------------------ |
| 2013 | NO PARA (álbum) | Compositor | Electrónico | Grupo de Música del templo     |
| 2018 | ROCK de CUERPO  | Compositor | Electrónico | SP Registros                   |
| 2020 | CAYENDO PARA ti | Compositor | Electrónico | Registros nerviosos            |
| 2020 | AMOR DIGITAL 5  | Compositor | Electrónico | Glasgow Registros subterráneos |
| 2020 | Tú              | Compositor | Electrónico | Toda la noche Registros Largos |

## Otros sitios web
- Collin Sacerdote encima Música de Manzana

- Datos: Q107315581